# Kleine wolzwever
De kleine wolzwever (Systoechus ctenopterus) is een vliegensoort uit de familie van de wolzwevers (Bombyliidae). De wetenschappelijke naam van de soort is voor het eerst geldig gepubliceerd in 1787 door Mikan.